# Lucije Manlije Vulso Long
Lucije Manlije Vulso Long (Lucius Manlius Vulso Longus, oko. 300. pr. Kr. - 216. pr. Kr.) bio je rimski političar i vojskovođa iz razdoblja prvog punskog rata. 
Lucije Manlije je odrastao u patricijskoj obitelji, a njegov otac Aulo Manlije, bio je rimski konzul. Godine 259. pr. Kr. se prvi put natjecao za mjesto konzula, ali je izgubio od Kornelija Scipiona Azijatika. Godine 256. pr. Kr. mu je uspjelo postati konzulom. Tada je zajedno s Markom Atilijem Regulom stao na čelo velike pomorske ekspedicije s ciljem prenošenja rata u Sjevernu Afriku, tj. teritorij Kartaga. Kartažani su pokušali uništiti tu ekspediciju, što je dovelo do velike pomorske bitke kod kod Eknoma, u kojoj se Lucije Manlije istakao i bitno doprinosi rimskoj pobjedi. Ekspedicija se nakon toga mogla nesmetano iskrcati u Sjevernu Afriku gdje su Regul i on doveli Kartaginu na rub predaje. Međutim, Senat je naredio Vulsu da se povuče s flotom i ostavi Regula da sam s kopnenom vojskom dovrši posao.
Lucije Manlije je sljedeći put za konzula izabran 250. pr. Kr. Tada se ratna sreća bila okrenula protiv Rimljana. Nakon niza poraza i gubitka flote u oluji, Rimljani su bili demoralizirani. Manlije je uspio obnoviti flotu i na Siciliju dovesti pojačanja koja su počela opsjedati kartagensko uporište Lilibej. Iako ta opsada nije uspjela, rimski moral je Manlijevim akcijama u tom trenutku bitno popravljen.
Manlije je umro godine 216. pr. Kr. s 83 godine, što je bila neuobičajeno duboka starost za tadašnje rimske prilike.